# Romance (album de Fontaines D.C.)
Pour les articles homonymes, voir Romance.
Albums de Fontaines D.C.
Skinty Fia
(2022)
Romance est le quatrième album du groupe irlandais de rock Fontaines D.C., paru en 2024.
L'album fut très bien reçu par la critique à sa sortie. Au Royaume-Uni, il s'est vendu à plus du double du total de la première semaine, en comparaison avec le précédent album du groupe, Skinty Fia. Cependant, contrairement à ce dernier, il a débuté à la deuxième place du UK Albums Chart, derrière Short n' Sweet de Sabrina Carpenter.
Par la suite, Romance reçut deux nominations lors de l'annonce de la 67e cérémonie des Grammy Awards dans les catégories Meilleur album rock et Meilleure performance de musique alternative (pour le titre Starbuster).

## Conception
Le chanteur Grian Chatten explique au magazine Mojo que le groupe a pris la décision de s'éloigner des thèmes centrés sur l'Irlande pour cet album, car il aurait été trop difficile de "sonner irlandais" tout en élaborant une vision futuriste et dystopique, ici appelée Romance. Selon Chatten, le processus d'écriture des chansons était, comme d'habitude pour le groupe, un "processus constant" se déroulant entre les tournées. La "forme spirituelle" de l'album a d'abord émergée lorsqu'il a écrit le morceau In the Modern World. Il a alors comparé ce processus à la création de la bande sonore d'une ville dont il comprenait enfin "la couleur, l'année, l'atmosphère et la température". L'album fut ainsi inspiré par plusieurs lieux et par "certaines atmosphères à certains moments", notamment Tokyo.
Toujours selon Chatten, le groupe écrit beaucoup plus à partir de références visuelles que de références musicales. L'album a également été inspiré par les mangas japonais et le cinéma italien. Le batteur Tom Coll a déclaré que Romance était, à certains égards, comme le tout premier album studio du groupe, du fait qu'ils se sont délibérément éloignés de leur mentalité de longue date, cette dernière considérant que "si nous ne pouvons pas jouer un morceau en live, nous ne le faisons pas."
Horseness Is the Whatness fut écrit par le guitariste Carlos O'Connell, le titre étant tiré de Ulysse. Les paroles de Here's the Thing furent imaginées à partir d'une dispute entre Chatten et O'Connell. In the Modern World fut inspiré par la "touche de désillusion" invoquée par l'artiste américaine Lana Del Rey. Favourite comptait à l'origine douze couplets écrits par Chatten, mais ils ont été réduits à seulement quatre par le reste du groupe. Et, pour Conor Curley, la décision de le placer en tant que chanteur principal sur Sundowner fut, selon le groupe, "accidentelle".

## Liste des titres
| 1.    | Romance                   | 2:33 |
| 2.    | Starbuster                | 3:41 |
| 3.    | Here's The Thing          | 2:43 |
| 4.    | Desire                    | 3:39 |
| 5.    | In The Modern World       | 4:26 |
| 6.    | Bug                       | 3:02 |
| 7.    | Motorcycle Boy            | 3:42 |
| 8.    | Sundowner                 | 3:25 |
| 9.    | Horseness Is The Whatness | 3:07 |
| 10.   | Death Kink                | 2:23 |
| 11.   | Favourite                 | 4:16 |
| 36:57 |                           |      |

## Crédits
- Grian Chatten – chant principal, tambourin
- Carlos O'Connell – guitare , chœurs
- Conor Curley – guitare, piano, chœurs
- Conor Deegan – guitare basse, guitare, chœurs
- Tom Coll – batterie, percussions, guitare